# 薩巴捷反應

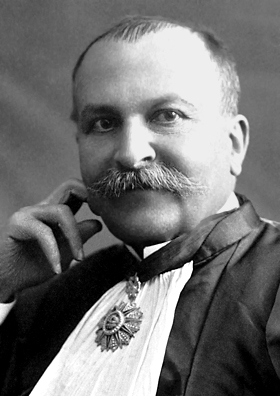
1912年諾貝爾化學獎得主保羅·薩巴捷於1897年發現薩巴捷反應。

薩巴捷反應（英語：Sabatier reaction），或薩巴捷過程（Sabatier process）由法國化學家保羅·薩巴捷和讓-巴蒂斯特·森登斯等人於1897年發現。該反應在高溫（最佳條件介於300°C－400°C）、高壓下以鎳觸媒催化，將氫氣和二氧化碳反應生成甲烷和水。釕與鋁（氧化鋁）之觸媒可提升此反應之效率。該反應為一放熱反應。
{\displaystyle {\ce {CO2{}+4H2->[{} \atop 400\ ^{\circ }{\ce {C}}][{\ce {pressure}}]CH4{}+2H2O}}} ∆H = −165.0 kJ/mol